# جولف بورتو مارينا
جولف بورتو مارينا
منتجع سياحي من منتجعات الساحل الشمالي في مصر. المنتجع من ضمن سلسلة منتجعات بورتو التابعة لمجموعة عامر القابضة والتي بدأت في يونيو 2006 بافتتاح بورتو مارينا داخل مدينة مارينا السياحية بالساحل الشمالي.
المشروع:
بدأت المبيعات في المشروع في أغسطس 2006 وبدأ تسليم وحدات المرحلة الأولى في فبراير 2008. يحتل المشروع مساحة مليون ونصف المليون متر مربع على الجنوب من الطريق الدولي الساحلي الذي يربط بين مدينتي الإسكندرية ومرسي مطروح. المنتجع يهتم بالأساس بالسياحة العائلية وهو ما يظهر في الاهتمام الكبير بالأطفال في المنتجع وهو موجه للطبقة المتوسطة والعليا من المجتمع. ويعتبر هذا المشروع من المشاريع المبادرة إلى استغلال جنوب الطريق الدولي الذي لا يطل مباشرة على البحر المتوسط، ولكن ما إن تم قبول الفكرة عند المستثمرين ونجح بيع العديد من الوحدات في المشروع حتى ظهرت العديد من القرى التي أقيمت أو يتم إقامتها جنوب الطريق الساحلي.
يتكون المشروع من 9280 وحدة سكنية في ثلاث مراحل تم الإعلان عنها حتى الآن هي مرحلة الجولف وهي المرحلة الأولى والأكبر ومرحلة أكوا بورتو والتي تضم بعض الألعاب المائية وثالثهما مرحلة وادي الجولف وهي المرحلة التي تجاور الجامعة المزمع إنشائها.
يحتوى المشروع على ممشى تجاري ترفيهي يتكون من 180 محل ومطعم كما يحتوى على نافورة راقصة في منتصف الممشى تمثل أيقونة المشروع. ما يزال العديد من المحلات لم يتم افتتاحها. كما يحتوى المشروع على مدينة للألعاب المائية لم يتم انجاز الا القليل من الألعاب المائية بها. تم التخطيط لانشاء جامعة باسم جامعة العلمين في المرحلة الأخيرة من المشروع وكان من المفترض أن يتم افتتاحها في سبتمر 2011 ولكن لم يتم العمل بها حتى الآن لأسباب اقتصادية ومشاكل في الاستثمار في ظل عدم الاستقرار السياسي التي تشهده مصر منذ ثورة 25 يناير بالرغم من أنه قد تم عفد مذكرة تعاون مع جامعة كاليفورنيا الأمريكية حتى تقوم برعاية هذه الجامعة.
في 3 مايو 2011 قامت شركة عامر القابضة بالإعلان عن تنازلها عن أرض بمساحة 2,4 مليون متر مربع كانت مخصصة لتوسعة مشروع جولف بورتو مارينا لعدة مراحل وبررت مجموعة عامر القرار بالمستجدات الاقتصادية التي طرأت على مصر بعد ثورة 25 يناير.